# Hoplia floridana
Hoplia floridana är en skalbaggsart som beskrevs av Fisher 1918. Hoplia floridana ingår i släktet Hoplia och familjen Melolonthidae. Inga underarter finns listade i Catalogue of Life.